# Marija Žekš
Marija Žekš, rojena Kovačič, slovenska kuharica, * 12. avgust 1916, Drevenik, Slovenija. 
Je trenutno najstarejša živeča oseba v Sloveniji.

## Življenjepis
Marija Kovačič se je rodila 12. avgusta 1916 v Dreveniku pri Rogaški Slatini. Ker so ji starši umrli, je otroštvo preživela pri teti v Mariboru. Tam se je pri štirinajstih letih zaposlila v tekstilni tovarni. Leta 1939 se je poročila z Alojzom Žekšem in med drugo svetovno vojno, leta 1943, sta se zakonca preselila v Pečarovce na Goričko. Tam se je zaposlila kot kuharica na osnovni šoli Pečarovci. Z možem sta se jima rodila hčer Olga in sin Mirko. Upokojila se je leta 1968. Leta 1977 sta se z možem preselila v Beltince k hčerki Olgi.
Je varovanka Doma starejših občanov Ljutomer, kamor se je preselila leta 2001 zaradi pešanja zdravja po moževi smrti leta 1999.